# Majkovac
Majkovac (en serbe cyrillique : Мајковац) est un village de Serbie situé dans la municipalité de Bojnik, district de Jablanica. Au recensement de 2011, il comptait 9 habitants.

## Démographie
| 1948 | 1953 | 1961 | 1971 | 1981 | 1991 | 2002 | 2011 |
| ---- | ---- | ---- | ---- | ---- | ---- | ---- | ---- |
| 162  | 183  | 182  | 150  | 97   | 38   | 23   | 9    |

|  |